# 巴克納 (密蘇里州)
巴克納（英語：Buckner）是位於美國密蘇里州傑克遜縣的城市。

## 人口
根據2020年美國人口普查的數據，巴克納的面積為4.63平方千米，當中陸地面積為4.62平方千米，而水域面積為0.01平方千米。當地共有人口2945人，而人口密度為每平方千米636人。